# Hervormde kerk (Slijk-Ewijk)
De Hervormde kerk is een eenbeukig kerkgebouw in het Nederlandse dorp Slijk-Ewijk, provincie Gelderland. De kerk is in gebruik als kunstgalerie en trouwlocatie.

## Geschiedenis
De oudste vermelding van de kerk dateert van 1450: de kerk wordt dan in de lijst van de Utrechtse domfabriek genoemd, maar is op dat moment nog een dochterkerk van de Oosterhoutse kerk. Twintig jaar later werd de kerk van Slijk-Ewijk alsnog een zelfstandige parochie.
In 1912 vonden herstelwerkzaamheden plaats waarbij het schip opnieuw werd opgetrokken.
In 2012 werd de kerk te koop gezet nadat de kerkgemeente van Slijk-Ewijk was gefuseerd met die van Herveld. In 2015 opende de nieuwe eigenaar een kunstgalerie in het kerkgebouw.

## Beschrijving
Het oudste deel van de kerk is de toren, die in de 14e eeuw is gebouwd. Het bovenste, smalle gedeelte met de spits is waarschijnlijk in 1826 aangebracht; rondom deze opbouw is een omgang met een houten balustrade aanwezig.
Het schip is het resultaat van herstelwerkzaamheden in 1912, en is in feite volledig nieuw opgetrokken.
Het laat-gotische koor is in de 15e/16e eeuw gebouwd, wellicht toen de kerk verzelfstandigd werd van Oosterhout. Enkele ramen zijn ingekort vanwege een extra verdieping die aan de binnenzijde van het koor is aangebracht. Het stenen kruisribgewelf rust op gotische kraagstenen. Het met leisteen beklede dak is aanmerkelijk hoger dan het schipdak.
Zowel de kerk als de toren zijn volledig witgepleisterd.
In de kerk staan 18e-eeuwse eikenhouten herenbanken die verbonden waren aan het Huis Loenen. De preekstoel dateert uit de 17e eeuw. Het orgel is rond 1900 gebouwd door G. van Druten.